# 一橋大学大学院経営管理研究科・商学部

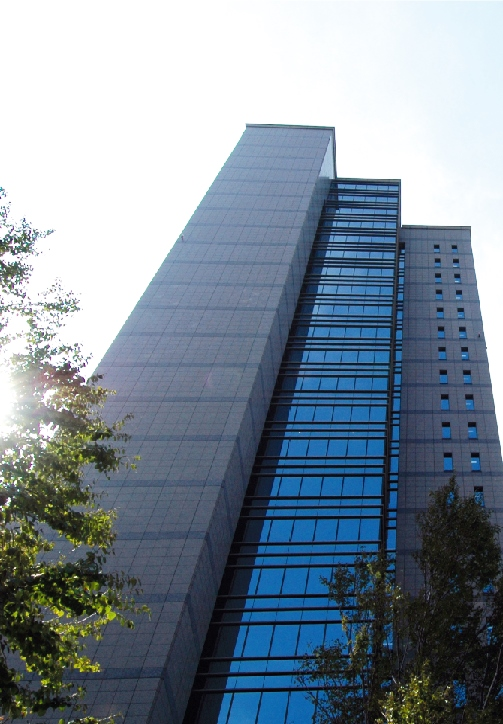
千代田キャンパス

一橋大学大学院経営管理研究科（ひとつばしだいがくだいがくいんけいえいかんりけんきゅうか、英称:Graduate School of Business Administration）は、一橋大学に設置される大学院研究科の一つである。通称、一橋ビジネススクール（HUB）。また、一橋大学商学部（ひとつばしだいがくしょうがくぶ、英称:Faculty of Commerce and Management）は、一橋大学に設置される学部の一つである。

## 概要
一橋大学大学院経営管理研究科・商学部は、一橋大学に設置される大学院研究科及び学部である。日本初の商科大学である官立旧制東京商科大学商学科が、1949年に改組され一橋大学商学部となった。日本の国立大学では唯一となるThe Association to Advance Collegiate Schools of Business認証機関であり、学部から大学院の修士課程や博士後期課程までの広範囲に認証を得ている点に特色を持つ。QS世界大学ランキングで日本のビジネススクールとして2位。
森有礼が渋沢栄一や益田孝らの協力を得て、日本最初期のビジネススクールとして1875年に創立した商法講習所以来の伝統を引き継ぎ、商学の研究教育を行う。経営管理研究科には経営管理専攻と、国際企業戦略専攻の2専攻が設置され、MBA（経営学修士）プログラムやDBA（経営学博士）コースが置かれている。
商学部には商学科と経営学科が設置され、3年次に選択する制度となっている。商学部の講義は年次進行に合わせて、「学部導入科目」、「学部基礎科目」、「学部発展科目」の3段階に分類されている。また、商学部は一橋大学の伝統ある「ゼミナール制度」を重要視し、商学部のすべての学年に採用している。ゼミナールは大学1年から始まり、1年次は「導入ゼミ」、2年次は「前期ゼミ（英書講読）」、3年次・4年次は「後期ゼミ」というステップで、基礎から応用へ学習を進めることが図られている。そして、大学4年では、全ての学部生が自分の関心のある専門分野について卒業論文を書き上げる。商学部の学部定員は275名。
研究科附属施設としては、一橋大学イノベーション研究センターなどが置かれている。
2001年より、イノベーションにより高い収益性を実現している企業に送られるポーター賞の運営を行っている。学士・修士一貫教育により、学部入学から5年間で大学院まで修了できる5年一貫教育プログラムがある。また、一橋ビジネススクールでは、提携校のMBA学位も取得できるダブル・ディグリー・プログラムを、北京大学光華管理学院、ソウル大学校経営大学院、中国人民大学、インド経営大学院、イェール大学経営大学院アドバンスト・マネジメント・プログラムとの間で行っている。

## 沿革

### 略歴
先駆的な経営学研究は、「経営学」という語を作った上田貞次郎により、一橋大学の前身となる日本初の国立商業学校である東京高等商業学校時代から始められ、門下の増地庸治郎に受け継がれた。増地は第二次世界大戦中東京大空襲で死去したが、門下で、企業形態論を引き継いだ山城章や、経営財務論を引き継いだ古川栄一、後年の研究を引き継ぎ高い評価を得た藻利重隆などにより、戦後の経営学研究が担われた。
上田門下からは会計学者の太田哲三も出ている。太田は長年教鞭をとり番場嘉一郎、岩田巌、飯野利夫などの後継者を育成したのち、公認会計士に転身して日本初の監査法人である監査法人太田哲三事務所（現新日本有限責任監査法人）を設立し、初代日本公認会計士協会会長等も務めた。初代学長佐野善作門下の高瀬荘太郎も、会計学研究の他、通産大臣を務めるなど政治家、実業家としても活躍した。高瀬門下には松本雅男や片野一郎がいる。
1980年代に入ると、伊丹敬之、佐久間昭光及び神戸大学の加護野忠男や吉原英樹の共同研究として、日本で初めて日本企業の実証研究が行われ、以降従前の輸入学問としての経営学からの脱却が図られるようになる。1986年、今井賢一により防衛大学校から招聘された野中郁次郎や、ハーバード・ビジネス・スクールから招聘された竹内弘高により、ナレッジマネジメントの概念が提唱され、のちに広く用いられるようになった。
1996年から社会人向け教育が開始され、のちにこれが経営学修士（MBA）コースに拡充された。1997年に、野中らにより一橋大学イノベーション研究センターが設立された。2000年に大学発祥の地である千代田区一ツ橋に独立研究科の国際企業戦略研究科が開設され、竹内が初代研究科長を務めた。2015年、プロ経営者である三枝匡客員教授による5億円の寄付を受け、三枝匡経営者育成基金を設立。
2018年、大学院商学研究科と大学院国際企業戦略研究科が統合され、大学院経営管理研究科が設立された。

### 年表
- 1949年 - 一橋大学に商学部が設置される[1]。
- 1953年 - 大学院商学研究科修士課程及び博士課程を設置[1]。
- 1957年 - 一橋大学商学部附属産業経営研究施設を官制化[1]。
- 1975年 - 商学部を商学科と経営学科の2学科に改組拡充する。
- 1997年 - 附属産業経営研究施設を一橋大学イノベーション研究センターに改組[1]。
- 1998年 - 独立研究科として国際企業戦略研究科が設立される[1]。
- 2000年 - 商学研究科を大学院重点化[1]。
- 2001年 - ポーター賞を創設[8]。
- 2003年 - 日本企業研究センターを設置（21世紀COEプログラム）[18]。
- 2012年 - イノベーション研究センターを商学研究科附属施設に改組。ファイナンス研究センターを設置[1]。
- 2015年 - CFO教育研究センターを設置[19]。
- 2016年 - マネジメント・イノベーション研究センターを設置[20]。
- 2017年 - ホスピタリティ・マネジメント高度人材開発センターを設置[21]。
- 2018年 - 商学研究科と国際企業戦略研究科を統合し、経営管理研究科を設立[7]。
- 2019年 - データ・デザイン研究センターを設置[22]。

## 組織
- 経営管理研究科[23]
  - 経営管理専攻（SBA）日本語プログラム
    - 経営分析プログラム（MBA）
    - 経営管理プログラム（MBA）
      - 経営管理プログラム（ホスピタリティ）（MBA）

    - 金融戦略・経営財務プログラム（MBA）

  - 国際企業戦略専攻（ICS）英語プログラム
    - MBAプログラム
    - DBAプログラム
    - エグゼクティブ・プログラム

  - イノベーション研究センター
  - CFO教育研究センター
  - ファイナンス研究センター
  - マネジメント・イノベーション研究センター
  - ホスピタリティ・マネジメント高度人材開発センター
  - 日本企業研究センター
  - データ・デザイン研究センター
  - 事務部
- 商学部
  - 商学科
  - 経営学科

## 学部長
- 加藤俊彦（2022年 -）

## 刊行物
一橋大学商学部は日頃の研究成果を発表する為に以下の冊子を刊行している。
- 「一橋商学論叢」